# Kaplna
Kaplna (in ungherese Erzsébetkápolna, in tedesco Kapeln) è un comune della Slovacchia facente parte del distretto di Senec, nella regione di Bratislava.